# Stream from the Heavens
Stream from the Heavens è l'unico disco in studio della band funeral doom/death metal finlandese Thergothon pubblicato nel 1994 dalla casa discografica italiana Avantgarde Music/Obscure Plasma.

## Tracce
1. Everlasting – 6:07
2. Yet the Watchers Guard – 8:56
3. The Unknown Kadeth in the Cold Waste – 3:49
4. Elemental – 9:18
5. Who Rides the Astral Wings – 7:56
6. Crying Blood + Crimson Snow – 4:42

## Formazione
- Niko Sirkiä - voce, tastiera
- Nikko Ruotsalainen - chitarra
- Jori Sjüroos - batteria